# Vrnavokolo
Vërnakollë en albanais et Vrnavokolo en serbe latin (en serbe cyrillique : Врнавоколо) est une localité du Kosovo située dans la commune/municipalité de Viti/Vitina, district de Gjilan/Gnjilane (Kosovo) ou district de Kosovo-Pomoravlje (Serbie). Selon le recensement kosovar de 2011, elle compte 12 habitants, dont 41,67 % d'Albanais.

## Démographie

### Évolution historique de la population dans la localité
| 1948 | 1953 | 1961 | 1971 | 1981 | 1991 | 2011 |
| ---- | ---- | ---- | ---- | ---- | ---- | ---- |
| 446  | 454  | 532  | 535  | 712  | 885  | 12   |

|  |